# Der Tag, an dem Christus starb
Der Tag, an dem Christus starb (The Day Christ Died) ist ein US-amerikanischer Fernsehfilm aus dem Jahr 1980. Der Film zeigt den letzten Tag im Leben Jesu Christi bis zu seiner Kreuzigung. Die Erstausstrahlung am 26. März 1980 wurde von zahlreichen Kontroversen begleitet.
Der Film basiert auf dem mehrmals verfilmten Buch Der Tag da Christus starb (Originaltitel: The Day Christ Died) von Jim Bishop.